# Stanko Buser
Stanko Buser, slovenski geolog, univerzitetni profesor, poslanec in diplomat, * 20. februar 1932, Boletina (Ponikva pri Šentjurju); † 31. oktober 2006, Slovenj Gradec.
Buser je leta 1965 doktoriral na ljubljanski Filozofski fakulteti z disertacijo Stratigrafski razvoj jurskih skladov na južnem Primorskem, Notranjskem in zahodni Dolenjski. Kot član Zelenih je bil delegat (kasneje poslanec) skupščine Republike Slovenije med letoma 1990 in 1994. Leta 1992 je na listi Slovenske ljudske stranke kandidiral na predsedniških volitvah, kjer je med osmimi kandidati dosegel četrto mesto. Politično pot je končal leta 2002 kot veleposlanik v Kneževini Liechetenstein in Švicarski konfederaciji.